# 片桐洋一
片桐 洋一（かたぎり よういち、1931年9月5日 - ）は、日本の日本文学研究者。大阪女子大学名誉教授。大阪女子大学学長、関西大学文学部教授などを歴任。瑞宝中綬章受章者。文化功労者。
博士（文学）（関西大学・1992年）（学位論文「古今和歌集の研究」）。

## 来歴

### 生い立ち
大阪市生まれ。1954年京都大学文学部国文科卒。1959年同大学院博士課程退学。

### 文学者として
大阪女子大学助教授、1974年教授。1987-1991年学長。1992年「古今和歌集の研究」で関西大学より文学博士の学位を取得。同年定年退官、名誉教授、関西大学教授、2002年退職。2008年春、瑞宝中綬章受勲。2011年文化功労者。

## 著作

### 単著
- 『伊勢物語の研究 研究篇』明治書院 1968
- 『伊勢物語の研究 資料篇』明治書院 1969
- 『拾遺和歌集の研究 校本篇・伝本研究篇』大学堂書店 1970
- 『中世古今集注釈書解題』1-6 赤尾照文堂 1971-1986
- 『小野小町追跡』笠間書院（笠間選書）1975
- 『歌枕歌ことば辞典』角川書店（角川小辞典）1983
- 『伊勢 恋に生き歌に生き』（日本の作家）新典社 1985
- 『伊勢物語の新研究』明治書院 1987
- 『もとのねざし 大阪女子大学学長の四年間』和泉書院 1991
- 『古今和歌集の研究』明治書院 1991
- 『在原業平・小野小町 天才作家の虚像と実像』（日本の作家）新典社 1991
- 『古今和歌集全評釈』講談社 1998
  - 講談社学術文庫（上中下）2019
- 『古今和歌集以後』笠間書院 2000
- 『源氏物語以前』笠間書院 2001
- 『平安文学五十年』和泉書院 2002
- 『柿本人麿異聞』和泉書院（和泉選書）2003
- 『伊勢物語全読解』和泉書院 2013
- 『平安文学の本文は動く 写本の書誌学序説』和泉書院 2015
- 『私の古典文学研究 始めと終り』和泉書院（和泉選書）2017

### 共編著・校訂
- 『拾遺和歌集』古典文庫 1964
- 『拾遺和歌集 校異篇』古典文庫 1964
- 藤原長子『校本讃岐典侍日記』松蔭女子学院大学国文学研究室 1966
- 『日本古典文学全集　竹取物語』小学館 1972
- 『鑑賞日本古典文学 第5巻 伊勢物語・大和物語』角川書店 1975
- 菱川師宣『百人一首像讃抄』国書刊行会（版本文庫）1975
- 『拾遺和歌集の研究 索引編』大学堂書店 1976
- 『拾遺抄 校本と研究』大学堂書店 1977
- 『異本源氏こかがみ』和泉書院 1978
- 『伊勢物語 異本対照』和泉書院 1981
- 『完訳日本の古典 第10巻 竹取物語』小学館 1983
- 『全対訳日本古典新書 古今和歌集』創英社 1984
- 『王朝和歌の世界 自然感情と美意識』世界思想社 1984
- 『演習伊勢物語 拾穂抄』青木賜鶴子共編著 勉誠社（大学古典叢書）1987
- 『竹取物語・伊勢物語』国書刊行会（日本文学研究大成）1988
- 『新日本古典文学大系 6 後撰和歌集』岩波書店 1990
- 『新潮古典文学アルバム　伊勢物語・土佐日記』後藤明生共著 新潮社 1990
- 『王朝の文学とその系譜』和泉書院 1991
- 『八雲御抄の研究 枝葉部・言語部』和泉書院 1992
- 『歌枕を学ぶ人のために』世界思想社 1994
- 『毘沙門堂本古今集注』八木書店 1998
- 『伊勢物語古注釈書コレクション』全5巻 和泉書院 1999-2006
- 『王朝文学の本質と変容』和泉書院 2001
- 『八雲御抄の研究 正義部・作法部』和泉書院 2001
- 『小野宮殿実頼集・九条殿師輔集全釈 関西私家集研究会共著』風間書房（私家集全釈叢書）2002
- 『伊勢物語古注釈大成』全5巻 山本登朗共編 笠間書院 2004-2010
- 『元良親王集全注釈』関西私家集研究会共著 新典社（和歌文学注釈叢書）2006
- 『海人手子良集本院侍従集義孝集新注』三木麻子,藤川晶子,岸本理恵共著 青簡舎（新注和歌文学叢書）2010

### 記念論集
- 片桐洋一教授古稀記念國文學論集 關西大學國文學會 2002.1